# Grão Mogol
Grão Mogol este un oraș în Minas Gerais (MG), Brazilia.